# Giorgio Martucciello
Giorgio Martucciello (Livorno, 17 dicembre 1918 – Mediterraneo, 11 aprile 1942) è stato un militare e aviatore italiano, decorato di medaglia d'oro al valor militare alla memoria nel corso della seconda guerra mondiale.

## Biografia

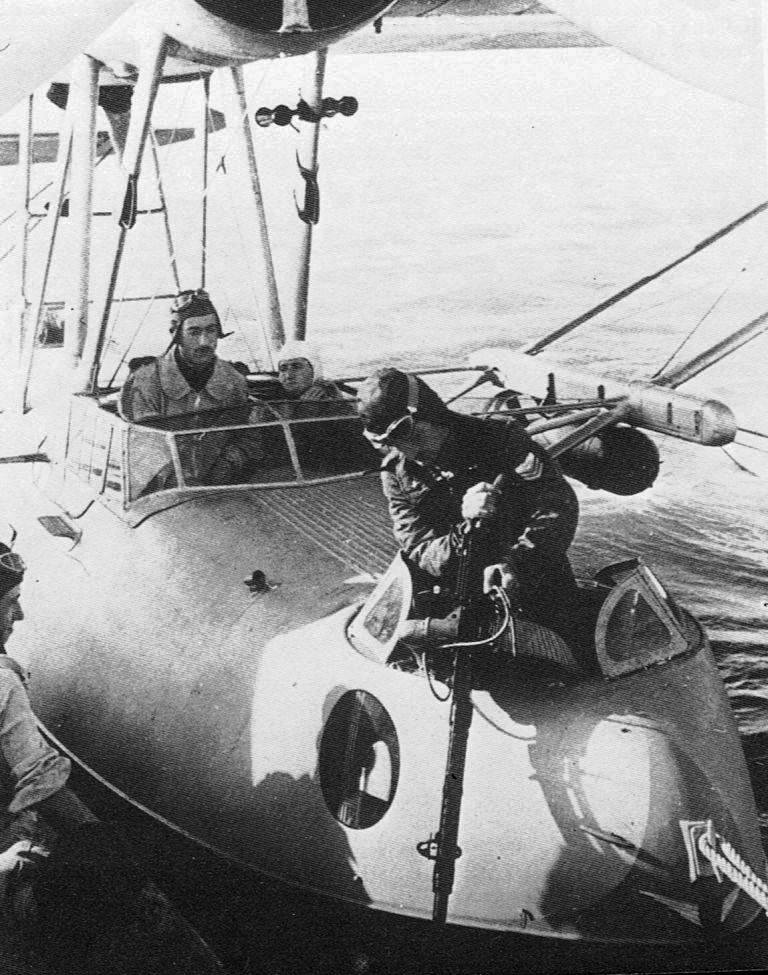
Il posto dell'osservatore/mitragliere e quelli di pilotaggio di un CANT Z.501 Gabbiano.

Nacque a Livorno il 17 dicembre 1918. Dopo aver conseguito il diploma di capitano di lungo corso presso l'Istituto Nautico di Livorno navigando poi a bordo di unità mercantili fino al nel 1939 quando venne ammesso a frequentare la Regia Accademia Navale di Livorno come ufficiale di complemento. Promosso guardiamarina nel novembre 1939, prestò dapprima servizio sul cacciatorpediniere Camicia Nera e poi sulla torpediniera Partenope. Dopo l'entrata in guerra del Regno d'Italia, avvenuta il 10 giugno 1940, nel luglio successivo, dietro sua domanda, frequentò la Scuola di osservazione aerea di Taranto conseguendo il relativo brevetto di osservatore un mese dopo e fu inviato alla 186ª Squadriglia idrovolanti a Siracusa Nel settembre dello stesso anno fu mandato alla 184ª Squadriglia di Augusta, e poi alla 197ª Squadriglia dell'85º Gruppo Autonomo Ricognizione Marittima di stanza a Stagnone, Marsala, presso la quale fu promosso sottotenente di vascello il 3 aprile 1942. Otto giorni dopo periva in combattimento in mare a poche miglia da Capo Granitolo, volando su un idrovolante CANT Z.501 Gabbiano.

### Fonti
1. 1 2  Marcon 2001, p. 36.
2. 1 2  Ufficio Storico dell'Aeronautica Militare 1969, p. 218.
3. 1 2  Marina Difesa.
4. 1 2  Combattenti Liberazione.
5. 1 2 3  Alberini, Prosperini 2016, p. 377.
6. ↑   Gino Nais, su Quirinale.it. URL consultato il 20 novembre 2018.
7. ↑  Bollettino Ufficiale 1942, disp.50, pag.2708 e Bollettino Ufficiale 1943, disp.5, pag.295.
8. ↑  Bollettino Ufficiale 1942, disp.35, pag.1793.